# Bruce Slesinger
Bruce Slesinger, noto anche con lo pseudonimo di Ted (...), è un batterista statunitense.
Ha militato nel gruppo musicale hardcore punk Dead Kennedys dal 1978 al febbraio 1981.

## Vita privata
Ritiratosi dalle scene, attualmente è sposato e vive a San Francisco dove esercita la professione di architetto.